# HKM Zvolen
A HKM Zvolen egy szlovák jégkorongcsapat a szlovákiai Zólyomban. A csapat a szlovák Tipsport liga nyugati konferenciájában játszik. A csapat beceneve a Rytieri, ami magyarul lovagokat jelent.

## Története
A csapatot 1927-ben alapították.
A 2000-01-es szezonban a Dukla Trenčín csapatát 3:1-es arányban legyőzve lett bajnok.
A 2012-13-as szezonban a HC Košice csapatát 4:1-es arányban legyőzve lett bajnok.
A 2020-21-es szezonban a HK Poprad csapatát 4:1-es arányban legyőzve lett bajnok.

### Korábban használt nevek
- 1927 – ZTK Zvolen
- 1964 – Lokomotíva Bučina Zvolen
- 1983 – ZTK Zvolen
- 1994 – HK Hell Zvolen
- 1995 – HKm Zvolen
- 2006 - HKM Zvolen

## Helyezések
Szlovák Extraliga
- 1. hely: 2000/01, 2012/13, 2020/21
- 2. hely: 1999/00, 2001/02, 2003/04, 2004/05, 2022/23
- 3. hely: 2002/03, 2018/19, 2021/22

Slovenská hokejová liga
- 1. hely: 1996/97
- 2. hely: 1994/95, 1995/96

1. slovenská národná hokejová liga
- 1. hely: 1972/73, 1974/75, 1975/76, 1977/78
- 2. hely: 1973/74, 1976/77, 1980/81
- 3. hely: 1971/72

Rona-kupa
- 1. hely: 2001, 2008

## Statisztikák
| Főszezon | Főszezon | Főszezon | Főszezon | Főszezon | Főszezon | Főszezon | Főszezon | Főszezon | Rájátszás                                        | Rájátszás                                        | Rájátszás                                  | Rájátszás                       |
| Szezon   | LM       | GY       | GY. H.   | V. H.    | V        | G        | P        | Helyezés | Kvalifikáció                                     | Negyeddöntő                                      | Elődöntő                                   | Döntő                           |
| -------- | -------- | -------- | -------- | -------- | -------- | -------- | -------- | -------- | ------------------------------------------------ | ------------------------------------------------ | ------------------------------------------ | ------------------------------- |
| 2022–23  | 50       | 24       | 4        | 7        | 15       | 168-141  | 87       | 3.       | -                                                | Győzelem a HC Mikron Nové Zámky ellen (4-1)      | Győzelem a HK Spišská Nová Ves ellen (4-4) | Vereség a HC Košice ellen (1-4) |
| 2023–24  | 50       | 19       | 4        | 11       | 16       | 165-160  | 76       | 7.       | Győzelem az MHk 32 Liptovský Mikuláš ellen (3-2) | Vereség a HK Dukla Ingema Michalovce ellen (1-4) | -                                          | -                               |
| 2024–25  | 54       | 17       | 6        | 10       | 21       | 174:174  | 73       | 10.      | Győzelem a HC Slovan Bratislava ellen (3-1)      | Győzelem a HK Spišská Nová Ves ellen (4-2)       | Vereség a HC Košice ellen (1-4)            | -                               |

## Játékoskeret

### Vezetőedzők
- 1965/1966 - Ján Lehocký
- 1966/1967 - Ján Lehocký
- 1967/1968 - Ján Lehocký
- 1968/1969 - Ján Lehocký
- 1969/1970 - Igor Országh
- 1970/1971 - Igor Országh, Pavol Zábojník
- 1971/1972 - Pavol Zábojník
- 1972/1973 - Pavol Zábojník
- 1973/1974 - Pavol Zábojník
- 1974/1975 - Pavol Zábojník
- 1975/1976 - Břetislav Guryča
- 1976/1977 - Ján Radič, František Lehocký, Rudolf Šindelář
- 1977/1978 - Rudolf Šindelář, František Navrátil
- 1978/1979 - Mirosla Kimiján, František Lehocký, Eduard Giblák
- 1979/1980 - Pavol Zábojník, Eduard Giblák
- 1980/1981 - Ervín Macoszek, Eduard Giblák
- 1981/1982 - Miroslav Holíček, Pavol Bačiak
- 1982/1983 - Miroslav Holíček, Pavol Bačiak
- 1983/1984 - Pavol Bačiak, Jindřich Říčný
- 1984/1985 - Pavol Bačiak, Jindřich Říčný, Pavol Longauer, Rudolf Kašica
- 1985/1986 - Pavol Longauer, Rudolf Kašica
- 1986/1987 - Pavol Longauer, Rudolf Kašica, Ervín Macoszek, Ján Lehocký
- 1987/1988 - Ervín Macoszek, František Lehocký
- 1988/1989 - Pavol Bačiak, Eduard Giblák, Vladimír Šandrik, Jindřich Říčný
- 1989/1990 - Ján Faith, František Navrátil
- 1990/1991 - Miroslav Kimiján, Ján Frühwald
- 1991/1992 - Ondrej Výboch, Ján Frühwald, Ondrej Výboch, Vladimír Šramel
- 1992/1993 - Pavel Longauer, Ján Lehocký
- 1993/1994 - Pavel Longauer, Ján Lehocký
- 1994/1995 - Alexander Fadejev, Branislav Šajban, Branislav Šajban
- 1995/1996 - Ondrej Výboch, Peter Mikula, Ondrej Výboch, Peter Mikula, Jaroslav Walter
- 1996/1997 - Ernest Bokroš, Peter Mikula, Peter Mikula, Peter Mikula, Dušan Žiška, Kamil Konečný, Peter Mikula
- 1997/1998 - František Hossa, Peter Mikula, Peter Mikula, Jan Novotný, Branislav Šajban
- 1998/1999 - Jan Novotný, Eduard Giblák, Ján Jaško, Branislav Šajban
- 1999/2000 - Ján Jaško, Branislav Šajban, Ernest Bokroš, Peter Mikula
- 2000/2001 - Ernest Bokroš, Peter Mikula
- 2001/2002 - Ernest Bokroš, Peter Mikula
- 2002/2003 - Ernest Bokroš, Peter Mikula
- 2003/2004 - Ján Jaško, Miroslav Chudý
- 2004/2005 - Ján Jaško, Miroslav Chudý
- 2005/2006 - Peter Mikula
- 2006/2007 - Ladislav Svozil, Pavel Hulva
- 2007/2008 - Ladislav Svozil, Pavel Hulva
- 2008/2009 - Miloš Holaň, Vladimír Hiadlovský
- 2009/2010 - Miloš Holaň, Vladimír Hiadlovský, Ernest Bokroš, Milan Hovorka
- 2010/2011 - Ernest Bokroš, Milan Hovorka, Jozef Škrak, Vladimír Klinga
- 2011/2012 - Jozef Škrak, Vladimír Klinga, Peter Mikula, Vladimír Klinga
- 2012/2013 - Peter Mikula, Jaroslav Török, Marek Mastič
- 2013/2014 - Lubomír Oslizlo, Dušan Kapusta, Július Šupler, Jaroslav Török, Josef Turek, Jaroslav Török
- 2014/2015 - Josef Turek, Ivan Černý
- 2015/2016 - Josef Turek, Andrej Podkonický
- 2016/2017 - Josef Turek, Milan Staš, Peter Mikula, Andrej Podkonický
- 2017/2018 - Peter Mikula, Jaroslav Torok
- 2018/2019 - Andrej Podkonický, Raimo Summanen
- 2019/2020 - Andrej Podkonický, Michal Kobezda, Don Nachbaur
- 2020/2021 - Peter Oremus, Andrej Kmeč, Andrej Podkonický[2]
- 2021/2022 - Peter Oremus, Andrej Kmeč
- 2022/2023 - Peter Oremus, Andrej Kmeč
- 2023/2024 - Peter Oremus, Andrej Kmeč; Jamie Russell, Norbert Javorčík[3]
- 2024/2025 - Martin Štrba[4]

## Klubidentitás

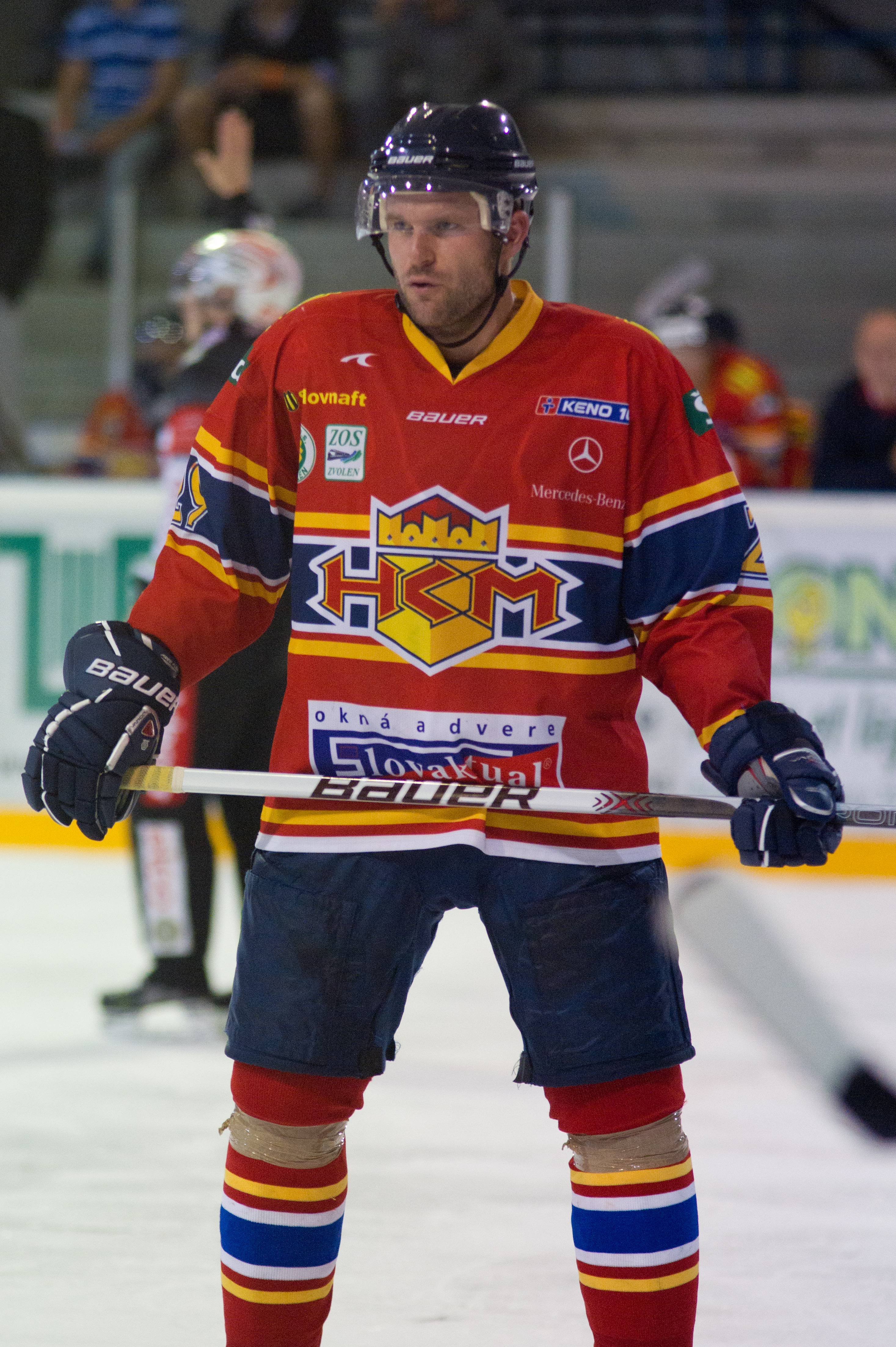

### Kabala
A csapat kabalafigurája a 2018-ban bemutatott Zvolimír, aki egy katona.

## Nézettség
| Szezon  | Átlagos nézőszám | Helyezés a ligában |
| ------- | ---------------- | ------------------ |
| 2022–23 | 2 052            | 9.                 |
| 2023–24 | 2 220            | 7.                 |
| 2024–25 | 1938             | 10.                |

## Kontinentális Kupa

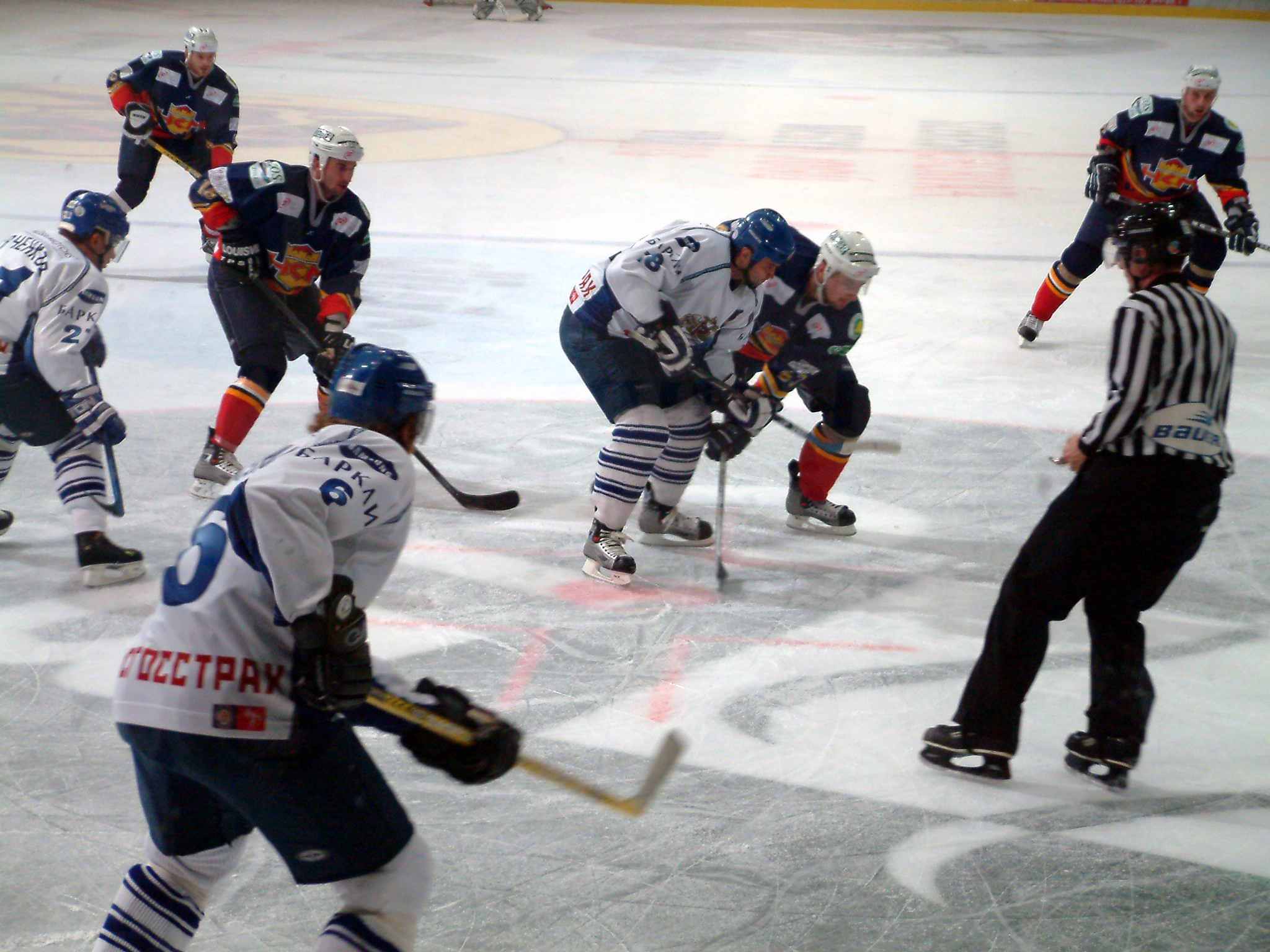
A HKM Zvolen a Dinamo Moszkva elleni mérkőzésen a 2004-05-ös Kontinentális Kupán

| Csapat     | Szezon  | Csoportkör                          | Végső forduló |
| ---------- | ------- | ----------------------------------- | ------------- |
| HKM Zvolen | 1999–00 | N csoport 1. hely                   | 4. hely       |
| HKM Zvolen | 2000–01 | H csoport 1. hely N csoport 3. hely | Nem jutott be |
| HKM Zvolen | 2001–02 | O csoport 1. hely                   | 3. hely       |
| HKM Zvolen | 2003–04 | I csoport 3. hely                   | Nem jutott be |
| HKM Zvolen | 2004–05 | -                                   | Kupagyőztes   |

## Bajnokcsapatok
- 2000/2001

Edzők: Ernest Bokroš, Peter Mikula,
Kapusok: Rastislav Rovnianek, Peter Ševela,
Védők: Róbert Pukalovič, Rastislav Štork, Peter Klepáč, Dušan Milo, Roman Čech, Pavel Kowalczyk, Pavel Augusta, Milota Florián, Vladimír Konôpka, Martin Mráz
Csatárok: Dušan Pohorelec, Richard Šechný, Andrej Rajčák, Ján Plch, Petr Vlk, Jaroslav Török, Jozef Čierny, Michal Longauer, Peter Konder, Igor Majeský, Rostislav Vlach, Kamil Mahdalík, Ladislav Paciga, Ondřej Kavulič, Gabriel Špilár, Roman Macoszek
- 2012/2013

Edzők: Peter Mikula, Jaroslav Török
Kapusok: Marek Šimko, Igor Cibuľa, Lukáš Škrečko
Védők: Ján Mucha, Michal Pihnarčík, Michal Juraško, Martin Výborný, Jaroslav Hertl, Peter Novajovský, Peter Hraško, Lubor Pokovič, Ladislav Čierny, Ján Ťavoda, Zdenko Tóth
Csatárok:Michal Chovan, Jaroslav Kalla, Peter Zuzin, Lukáš Jurík, Kamil Brabenec, Kamil Mahdalík, Milan Jurík, Radovan Puliš, Andrej Podkonický, Tomáš Škvaridlo, Jaroslav Kalla, Marek Čurilla, Ľubor Zuzin, Patrik Huňady, Martin Ďaloga, Matej Síkela, Milan Čanky,
- 2020/2021

Edzők: Peter Oremus, Andrek Kneč, Andrej Podkonický
Kapusok: Robin Rahm, Adam Trenčan
Védők: Jakub Meliško, Michal Ivan, Oldřich Kotvan, František Gajdoš, Peter Hraško, Ben Betker, Andrej Hatala, T.J. Melancon, Marek Daloga, Branislav Kubka ,Tomás Nociar, Jakub Debnár
Csatárok: Marco Halama, Marek Viedenský, Peter Zuzin, Juraj Mikúš, Maroš Jedlička, Allan McPherson, Adam Helewka, Radovan Puliš, Patrik Marcinek, Jozef Tibenský, Jakub Čunderlík, Mikko Nuutinen, Ján Chlepčok, Dalibor Ďuriš, Jakub Kolenič, Nikolas Gubančok, Miloš Kelemen, Miloš Kelemen, Radovan Bondra, Marko Brumerčík, Václav Stupka, Adrián Daniš

## Jégcsarnok

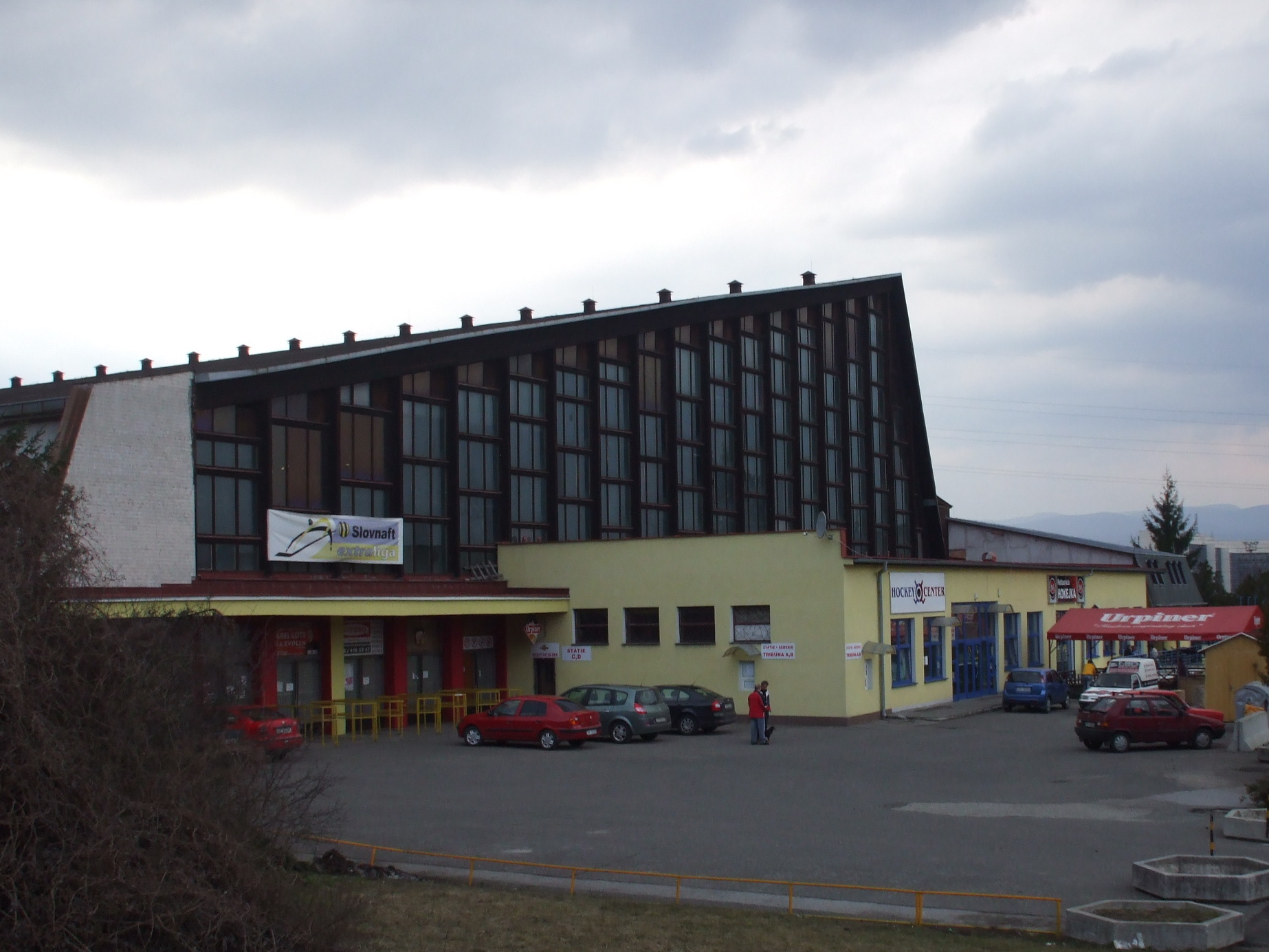
A zólyomi jégcsarnok

A csapat jelenleg használt jégcsarnoka a Zólyomi Jégcsarnok, ami 5 345 fő befogadására alkalmas. A jégcsarnokot 1969-ben adták át, és több felújításon is átesett.

## Rivalizálások

### HC MONACObet Banská Bystrica
A besztercebányai és zólyomi csapat rivalizálását elsősorban a földrajzi közelségük hozta létre. A két csapat közötti meccseket szlovákul pohronské derby-nek (magyarul: Garammenti-rangadó) nevezik, mivel mindkét város a Garam (szlovákul: Hron) folyó mellett fekszik. Rájátszásdöntőt még a két csapat nem játszott egymás ellen, de a két közeli település mérkőzései az alapszakasz és rájátszás idején is sok nézőt vonz.